# 美国联邦竞选法
1971年的《联邦竞选法》（FECA，第92-225号公告，法规第86 条第3页 （页面存档备份，存于），于1972年2月7日颁布，《美国法典》第52条第30101款 （页面存档备份，存于）及以下）是美国规范政治竞选支出和筹款活动的基本联邦法律 。 该法律最初侧重于增加联邦政治运动捐款的透明度。 立法由第92届国会通过，并由理查德·尼克松总统于1972年2月7日签署成为法律。
1974年该法进行了修正，对竞选捐款和支出设置了法律限制。 1974年的修正案还成立了联邦选举委员会（FEC）。
该法案于1976年再次修订，以响应巴克利訴法萊奧案中所裁定的不符合宪法的规定，包括联邦竞选委员会FEC的结构和对竞选支出的限制，并于1979年再次允许各党派在活动中花费无限量的硬钱，用于例如增加选民投票率和登记人数的活动。 1979年，联邦竞选委员会FEC裁定各政党可以将将不受管制的或者“软”的钱用于非联邦的行政和政党建设活动。 后来，这笔钱被用于与候选人相关的广告发行，这导致软钱捐款和选举支出大幅度增加。 这导致了后来通过了2002年的“两党竞选改革法案”（“ BCRA”），该法案于2003年1月1日生效，禁止党派的软钱支出。 BCRA也改变了一些有关“硬钱”捐赠的法律限制。
除了限制对候选人和政党的捐款规模外，联邦竞选法FECA还要求竞选活动和政治委员会报告200美元以上的捐助者的姓名，地址和职业。
FECA包含明确的优先条款。FECA在联邦选举方面优先于州和联邦法律。

## 历史
早在1905年，西奥多·罗斯福就宣称必须进行竞选财务改革，呼吁立法禁止出于政治目的的公司捐款。 作为回应，美国国会颁布了《1907年蒂尔曼法案》，这个法案是以其发起人参议员本杰明·蒂尔曼命名，禁止公司捐款。 这之后又有几个进一步的法规相继颁布，包括1910年颁布的《联邦腐败行为法》，1910年和1925年的后续修正案《哈奇法案》，1943年的《史密斯-康纳利法案》和1947年的《塔夫脱-哈特利法案》。这些法案旨在规范公司和工会在联邦政府职位竞选中的费用，并强制公开披露竞选捐助者。
1971年，国会在《联邦竞选法》（FECA）中整合了其较早的改革措施，对联邦候选人，政党和政治行动委员会制定了更为严格的披露要求。 但是，由于没有中央行政机构，竞选财务法律难以执行。
最初由罗斯福总统于1907年提出的联邦选举政府补贴，已与1971年法律中初步成型，因为国会建立了所得税扣除，以为总统大选竞选活动和政党全国大会提供资金。 1974年的《国内税收法》修正案为总统初选制定了配套资金计划。
继1972年总统竞选中有严重财务滥用的报道之后，国会于1974年对《联邦竞选法》（FECA）进行了修订，限制个人，政党和政治行动委员会（PAC）的捐款。 1974年的修正案还建立了一个独立的机构，即联邦选举委员会（FEC），以执行法律，促进信息披露和管理公共资金计划。 联邦选举委员会（FEC）于1975年正式启动，并于1976年举行了第一次由公共资助的总统选举。
1976年，最高法院在巴克利訴法萊奧案中推翻了1974年法令修正案的几项主要规定，包括限制候选人竞选活动的支出，限制公民独立于竞选活动的支出能力以及限制候选人自己向自己的竞选活动捐款金额。巴克利訴法萊奧案还大大减少了独立的政治支出类别，但必须强制披露捐助者。
国会在1976年对《联邦竞选法》（FECA）进行了进一步修订，以使法律与巴克利訴法萊奧案的裁决相一致。 1979年也进行了重大修改，以简化披露程序并扩大政党的作用。
2002年，国会对《两党竞选改革法》（FECCA）进行了重大修订，该法通常被称为“麦凯恩·费因戈德”。 然而，最高法院以宪法为由，在联邦选举委员会诉威斯康星生命权公司（2007）、戴维斯诉联邦选举委员会（2008）和公民联合会诉联邦选举委员会（2010）中，驳回了“麦凯恩-菲因戈德的大部分要求”。 其中公民联合会的裁决还取消了《联邦竞选法》（FECA）对公司和工会独立支出的全面禁止，该禁令最初是1947年塔夫脱-哈特利法律的一部分通过的。

## 关于外国国民的规定
联邦竞选法和联邦竞选委员会法规对与美国选举有关的外国公民活动进行了广泛限制。 U.S.C. 52 §30121，通常是11 CFR 110.20。禁止外国公民从事以下活动：
- 禁止对美国的任何联邦，州或地方选举有关的任何捐献，包括金钱或其他有价物的捐赠，或任何支出，独立支出或支出；
- 禁止向任何国家，州，地区或地方政党的任何委员会或组织作出任何贡献或捐赠（包括对非党派账户或办公大楼账户的捐赠）；
- 禁止竞选通讯的任何费用支出；
- 禁止向总统就职委员会捐款。

故意从事这些活动的人可能会受到FEC执法，刑事起诉或两者兼而有之。
以下群体和个人被视为“外国国民”，并受到禁止：
- 外国公民（不包括美国的双重公民）；
- 没有合法地获得永久居留权的移民；
- 外国政府；
- 外国政党；
- 外国公司；
- 外国协会；
- 外国伙伴关系；
- 根据《美国法典》第22卷定义的任何其他外国委托人 §611（b），其中包括外国组织或“根据外国法律或主要营业地点在国外组织的其他人员的组合”。

该法案不禁止具有永久居民身份的个人（通常称为“绿卡持有人”）针对联邦，州或地方选举做出贡献或捐赠，因为他们不被视为外国国民。